# Linea piezometrica
La linea piezometrica è il luogo dei punti in cui la pressione relativa in un fluido è nulla. Questa linea rappresenta la quota che raggiungerebbe un fluido (costretto in una condotta) se fosse lasciato libero. Tale linea, cioè, rappresenta il pelo libero che il fluido avrebbe se non fosse sottoposto ad alcun vincolo. Solitamente si parla di linea piezometrica nel caso in cui il fluido sia in movimento: in caso contrario si parla di piano dei carichi idrostatici.

## Definizione
La linea piezometrica può essere individuata per ogni punto di un fluido in moto come la quota piezometrica, ovvero come la somma della quota geodetica e della altezza piezometrica del punto:
{\displaystyle Quota\;piezometrica=z+{\frac {p}{\gamma }}}
con z la quota geodetica, p la pressione relativa e γ il peso specifico del fluido.

## Andamento della linea
Nel caso in cui il fluido non si trovi sottoposto a pressione, essa coincide con la superficie di separazione tra il fluido stesso e l'atmosfera. Nel caso in cui fosse sottoposto a una pressione all'interno di una condotta, la linea piezometrica si troverà al di sopra del volume di liquido; viceversa avverrà se il liquido è in una condotta in depressione.
Se il liquido (un fluido reale) è in movimento la linea piezometrica avrà un'inclinazione negativa. Questo avviene perché un liquido in movimento utilizza parte della propria energia per contrastare le dispersioni di energia dovute alla propria viscosità e turbolenza e agli attriti con la superficie della condotta. La sua inclinazione, che prende il nome di cadente piezometrica, rappresenta la perdita di carico idrodinamico per unità di lunghezza e per unità di peso di fluido, e dipende dalla viscosità del fluido in movimento e dalla scabrezza della condotta (si tratta dunque di una perdita di carico distribuita), cioè da quanto essa è ruvida e quindi si oppone al movimento della massa di liquido.
La linea piezometrica può subire brusche cadute provocate dalla presenza di bruschi allargamenti, bruschi restringimenti o curve nella condotta. Si parla in questo caso di perdite di carico localizzate, perché si riferiscono a un punto della condotta in particolare.
La linea piezometrica dà un'indicazione relativamente all'andamento del carico totale lungo il percorso del moto. Specialmente quando si parla di correnti in pressione che di per sé sono caratterizzate da un termine cinetico costante essa si traccia proprio parallelamente alla linea dei carichi totali.